# Plauditus cestus
Plauditus cestus är en dagsländeart som först beskrevs av Provonsha och Mccafferty 1982.  Plauditus cestus ingår i släktet Plauditus och familjen ådagsländor. Inga underarter finns listade i Catalogue of Life.